# Nilofar Bayat
Nilofar Bayat és una advocada i jugadora de bàsquet amb cadira de rodes afganesa, nascuda als anys 1990.
Quan Nilofar Bayat tenia dos anys, un coet llançat pels talibans va impactar a casa seva; el seu germà va morir i el seu pare i ella van quedar ferits. A causa de l'explosió va perdre una cama, va resultar greument ferida a la columna i cremada a l'esquena per metralla. Va necessitar any d'hospitalització.
Durant la presidència d'Hamid Karzai, va tenir l'oportunitat d'estudiar dret i es va convertir en advocada. Es va posicionar públicament en contra dels talibans i a favor dels drets de les dones, especialment de les dones amb discapacitat. També va treballar per al Comitè Internacional de la Creu Roja.
Va començar a practicar bàsquet en cadira de rodes després de veure homes jugant-hi. Posteriorment va contribuir a la creació de la selecció afganesa, de la qual va esdevenir la capitana. Amb aquest equip va participar en les primeres competicions nacionals del 2017. Les jugadores afganeses van intentar classificar-se per als Jocs Paralímpics de Tòquio però al torneig preolímpic van caure davant d'Austràlia i la Xina.
L'agost del 2021, després de la captura de Kabul pels talibans, Nilofar Bayat sabia que estava en perill: "Em podrien matar perquè surto en molts vídeos on parlo dels talibans, del bàsquet, de la meva participació en marxes de dones a l'Afganistan". Mentre es refugia a l'aeroport de Kabul, es va trobar amb talibans que la van agredir i li van confiscar l'equipatge. Després d'explicar la seva història al periodista Antonio Pampliega, amb qui havia fet amistat uns anys abans, la seva història es va retransmetre a les xarxes socials, fet que li va permetre obtenir molts suports, entre ells el de l'activista i jugadora de bàsquet en cadira de rodes Gema Hassen-Bey. Les autoritats espanyoles van acceptar ajudar-la a sortir del seu país al costat d'afganesos que havien col·laborat amb l'exèrcit espanyol o en operacions civils.
Nilofar Bayat i el seu marit van aconseguir ser evacuats de Kabul i refugiar-se a Espanya, aterrant a la base aèria de Torrejón de Ardoz després d'una escala a Dubai. En arribar, la va fitxar Bidaideak, l'equip de bàsquet en cadira de rodes de Bilbao, junt amb el seu marit, Ramesh Naik Zai, membre de la selecció masculina afganesa del mateix esport. En roda de premsa, va demanar a la comunitat internacional que es preocupi per l'Afganistan i pel destí del seu poble, afirmant que "els talibans no han canviat".